# Dzień Kryptologii
Dzień Kryptologii – święto obchodzone 25 stycznia, ustanowione w 2007 przez Wydział Matematyki i Informatyki Uniwersytetu im. Adama Mickiewicza w Poznaniu.
Ustanowienie święta odbyło się w 75. rocznicę złamania szyfru niemieckiej maszyny kodującej Enigma, używanej komercyjnie w latach dwudziestych XX wieku. Czynu tego dokonali 14 grudnia 1932 roku trzej polscy matematycy i kryptolodzy, absolwenci Wydziału Matematyczno-Przyrodniczego UAM: Marian Rejewski, Jerzy Różycki oraz Henryk Zygalski, pracujący wówczas w Biurze Szyfrów Sztabu Głównego Wojska Polskiego.
Dzień ten jest wyrazem hołdu trzem naukowcom i absolwentom UAM, którzy swoim osiągnięciem przyczynili się do późniejszych sukcesów aliantów w walce z hitlerowcami podczas II wojny światowej i tym samym do zmniejszenia liczby śmiertelnych ofiar.
W 2000 roku przyznano im pośmiertnie jedno z najwyższych polskich odznaczeń cywilnych, Order Odrodzenia Polski.
25 stycznia 2008 „Dzień Kryptologii” zapoczątkował cykl corocznych wykładów ich imienia z informatyki, w tworzenie której wnieśli znaczny wkład. W dniu tym, przed inauguracją odczytów, następuje uroczyste złożenie kwiatów pod pomnikiem kryptologów, zlokalizowanym naprzeciw Centrum Kultury „Zamek”, w budynku którego mieścił się w okresie międzywojennym Wydział Matematyczno-Przyrodniczy UAM. Pomnik odsłonięty został 10 listopada 2007.
We wrześniu 2021 roku przy skrzyżowaniu ulic Tadeusza Kościuszki i Św. Marcin, naprzeciwko Centrum Kultury "Zamek" w budynku dawnej intendentury wojskowej, dzisiaj Collegium Martineum, zostało otwarte interaktywne Centrum Szyfrów Enigma. Ekspozycja CSE pokazuje historię złamania szyfrów Enigmy oraz opowiada nieznaną historię sukcesu polskich matematyków.